# پدروی دوم، پادشاه آراگون
پدروی دوم مشهور به کاتولیک پادشاه آراگون و کنت بارسلون از ۱۱۹۶ تا ۱۲۱۳ میلادی بود. او در نبرد ناواس دتلوسا که در ۱۲۱۲ میلادی علیه تسلط مسلمانان بر شبه‌جزیرهٔ ایبری بود، شرکت داشت.